# Raso XI van Gaveren
Raso XI (of Raas) van Gavere(n) (1241 - overleden december 1306), oudste zoon van Raso X van Gaveren, was heer van Breda van 1291 tot aan zijn dood. Hij behoorde tot het geslacht Gavere(n). In de geschiedschrijving van Breda is hij als Raso II bekend.

## Leven
In 1275 huwde hij met Alice van Boenlaer. Zij kregen drie zoons, Raso van Gaveren III, Filips van Liedekerke en Zeger van Boenlaer. Alice overleed op 25 november 1294 en werd begraven in de Abdij van Beaupré. Hierna hertrouwde Raso met Hadewij van Strijen (dochter van Willem van Strijen, heer van Strijen).
Raso XI van Gaveren erfde in 1291 de baronie Breda. Bij de inhuldiging gaf hij de stad het recht straatgeld (kasseigeld) te heffen. Vreemdelingen moesten hierbij betalen voor het gebruik van de wegen.
Hij zorgde dat de zusters van het klooster Sint-Catharinadal in 1295 ondergebracht werden in het gasthuis. Dit nadat zij uit Vroenhout (bij Wouw) moesten vertrekken na de Sint-Aagthenvloed in 1288. Buiten de stadsmuren van Breda liet hij rond 1300 de Sint-Joostkapel bouwen en stichtte daar een altaar. In 1303 verhief hij de toenmalige parochiekerk Onze-Lieve-Vrouwekerk tot kapittelkerk. Hierdoor kon hij tien kanunniken benoemen die hem steunden bij het bestuur van de stad. Daarnaast organiseerden deze kanunniken de opkomende reliekverering van deze kerk.
Raso XI van Gaveren komt voor in De legende van de Duivelsbrug.